# 얀 하위헌 판 린스호턴

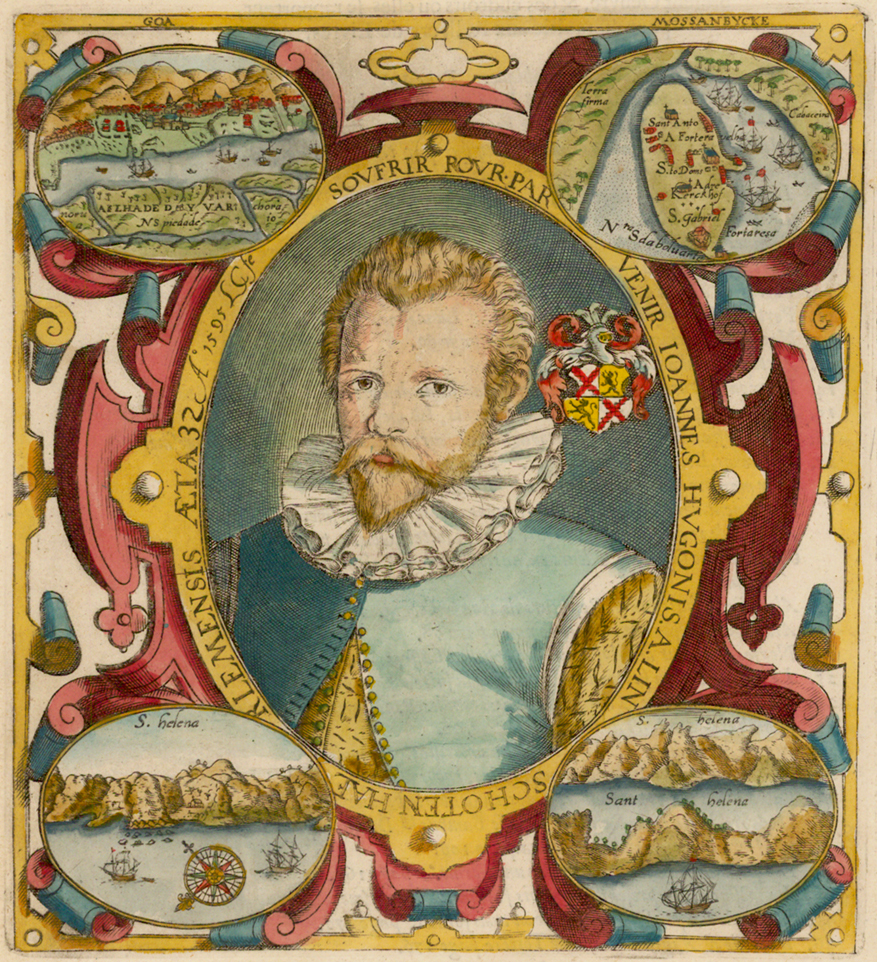

얀 하위헌 판 린스호턴(Jan Huyghen van Linschoten, 1563년 ~ 1611년 2월 8일)은 네덜란드의 상인, 무역인, 역사가이다. 1563년 홀란트 하를럼에서 태어났다.
대부분 포르투갈의 영향을 받았던 동인도 지역을 여행했으며 1583년부터 1588년 사이 고아주의 대주교의 비서로 역임했다. 포르투갈인들에게 숨겨진 아시아 무역과 탐험에 관한 중요한 분류 정보를 유럽에서 출판하였다.